# Улица Гану (Рига)
Улица Га́ну (латыш. Ganu iela) — улица в исторической части города Риги, в так называемом «тихом центре». Пролегает в северо-восточном направлении от улицы Дзирнаву до Г-образного перекрёстка с улицей Ленчу, с другими улицами не пересекается. Административно относится к Северному району.
Общая длина улицы Гану составляет 138 метров. На всём протяжении замощена брусчаткой (до 2016 года была асфальтирована поверх исторического покрытия). Движение двустороннее, общественный транспорт по улице не курсирует.

## История
В списках улиц Риги встречается с 1885 года под своим нынешним названием (нем. Hirtenstrasse, рус. Пастушья улица), которое впоследствии изменялось только сообразно государственному языку. Название улицы связано с находившимися рядом городскими пастбищами.
Первоначально улица была проложена в современных границах. В 1914 году её продлили до перекрёстка с улицей Ханзас, но в 1935 году новый участок улицы Гану был закрыт.
В 1920-е годы на улице Гану располагались шоколадная фабрика «Karl Helferich» и химическая лаборатория «Delta» (обе — в доме № 6), а в доме № 4 работал ювелирный и часовой магазин Р. Гордона.

## Застройка
Нечётная сторона
- Угловой дом № 7 по ул. Дзирнаву — бывший доходный дом Экскюля фон Гульденбанда (1877, архитектор Я.-Ф. Бауманис).
- Дом № 1 — бывший доходный дом Юревица (1900, архитектор К. Пекшенс).
- Дом № 3 — жилой дом в стиле функционализма (около 1930 г.). На прилегающем к зданию земельном участке с 1930-х годов располагаются гаражи различных подразделений городской власти[2].

Чётная сторона
- Угловой дом № 9 по ул. Дзирнаву — бывший доходный дом наследников Пикера (1880, архитектор Карл Иоганн Фельско).
- Дом № 2 — бывший доходный дом (1908, архитектор К. Пекшенс). Памятник архитектуры регионального значения[5].
- Дом № 4 — бывший доходный дом Годе (1911—1912, архитектор П. Мандельштам). Памятник архитектуры регионального значения; состоит из двух корпусов, построенных по одному проекту (второй корпус расположен во дворе). Сохранились оригинальные лестницы и кованые перила в подъездах, некоторые входные двери квартир[6]. В конце 1920-х — начале 1930-х годов в этом доме жил архитектор Э. Шталберг[2].
- Дом № 6 — бывший доходный дом Розенталя (1911, архитектор Оскар Бар). Памятник архитектуры регионального значения[7]. В межвоенный период помещения в здании арендовали ряд небольших производств, редакция журнала «Vanags» и другие организации[2].

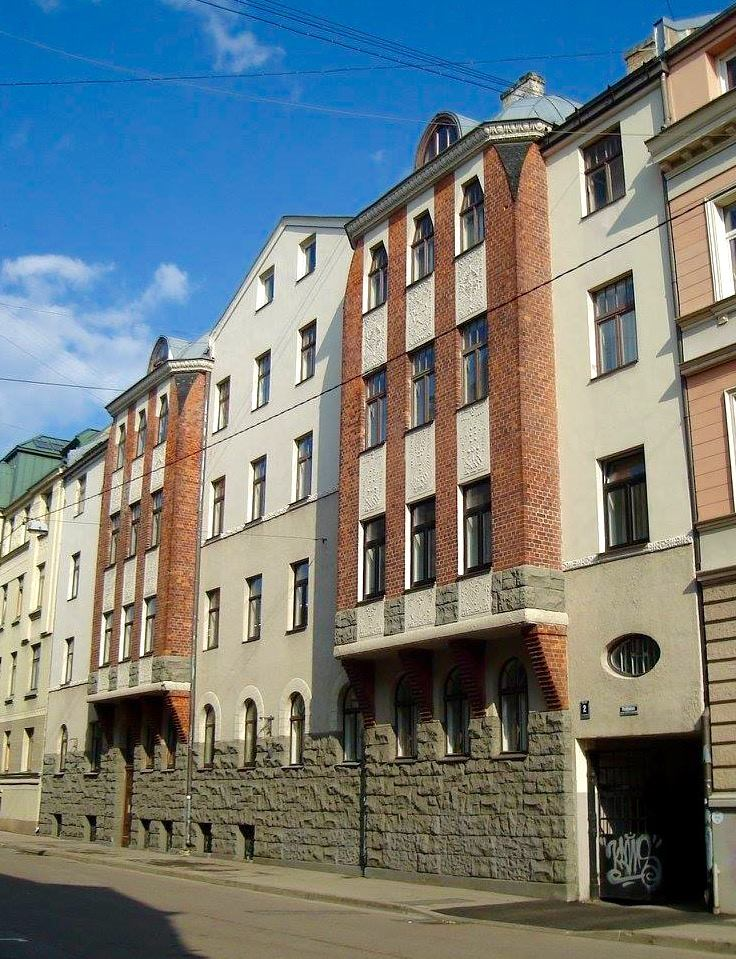
Дом № 2
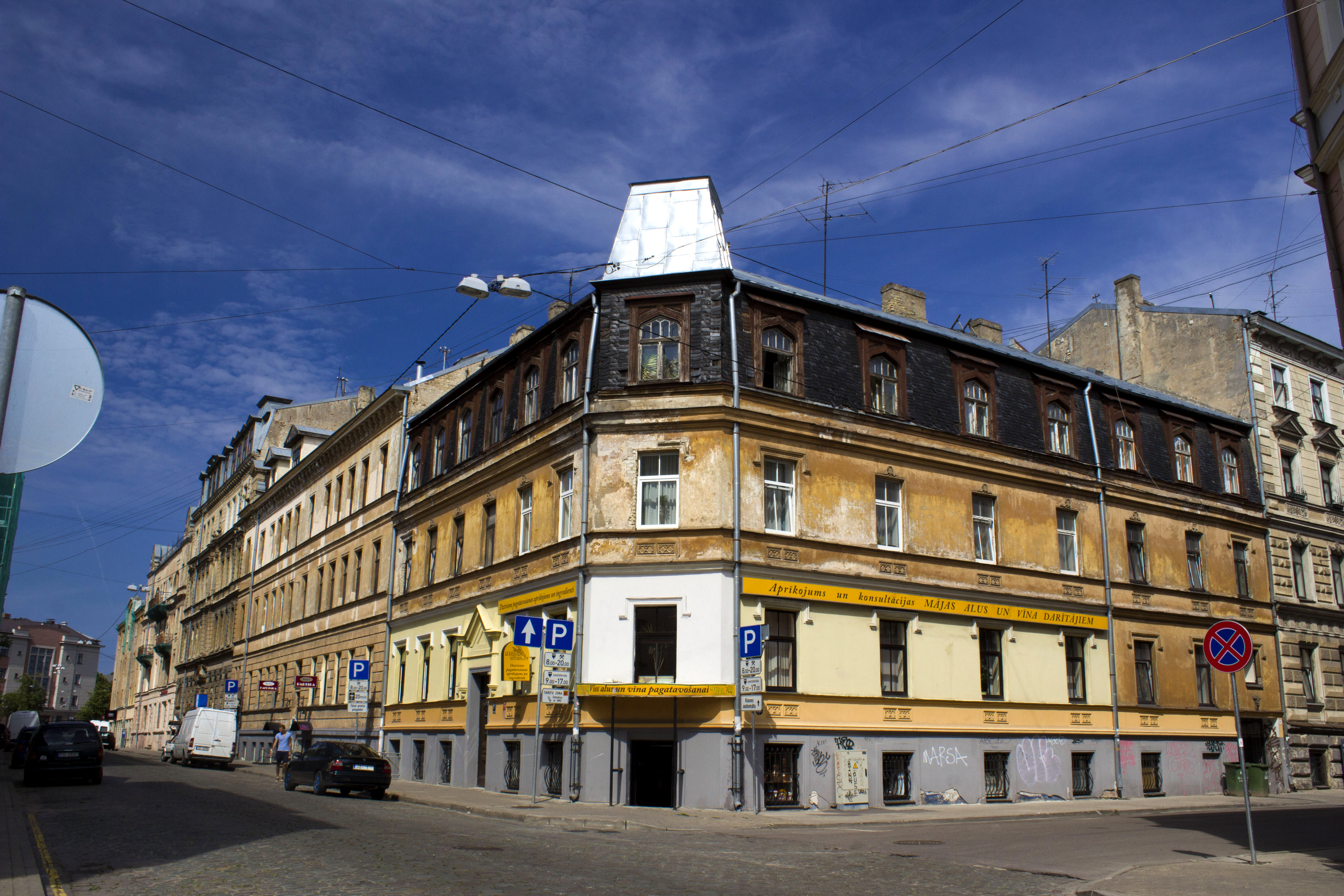
Угловой дом по улице Дзирнаву, 7
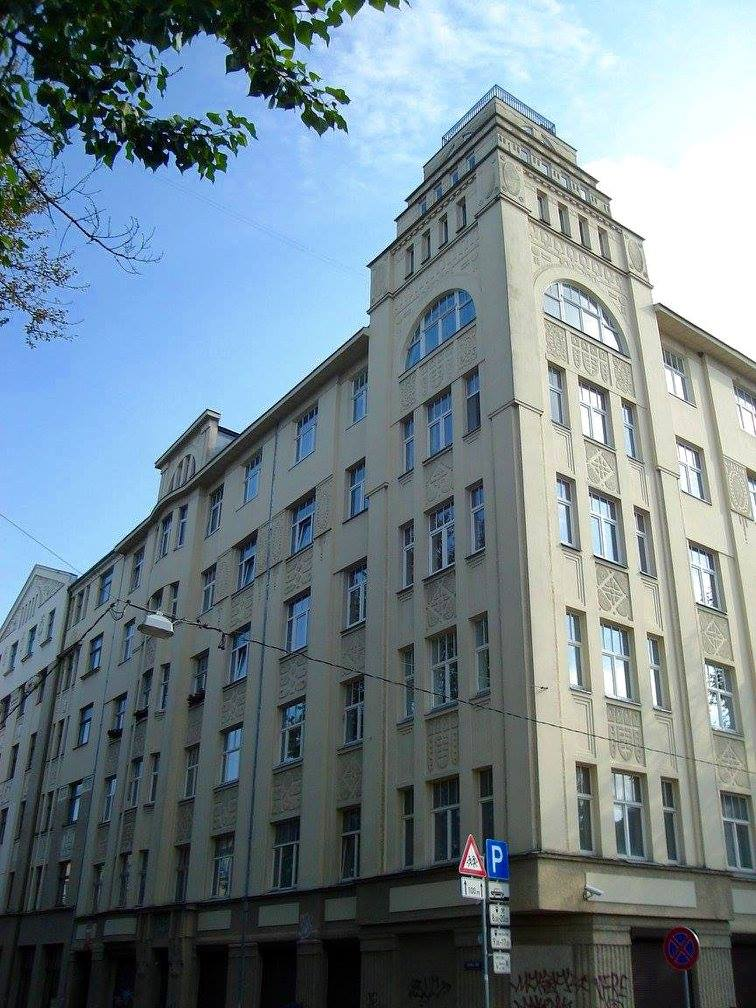
Дом № 6
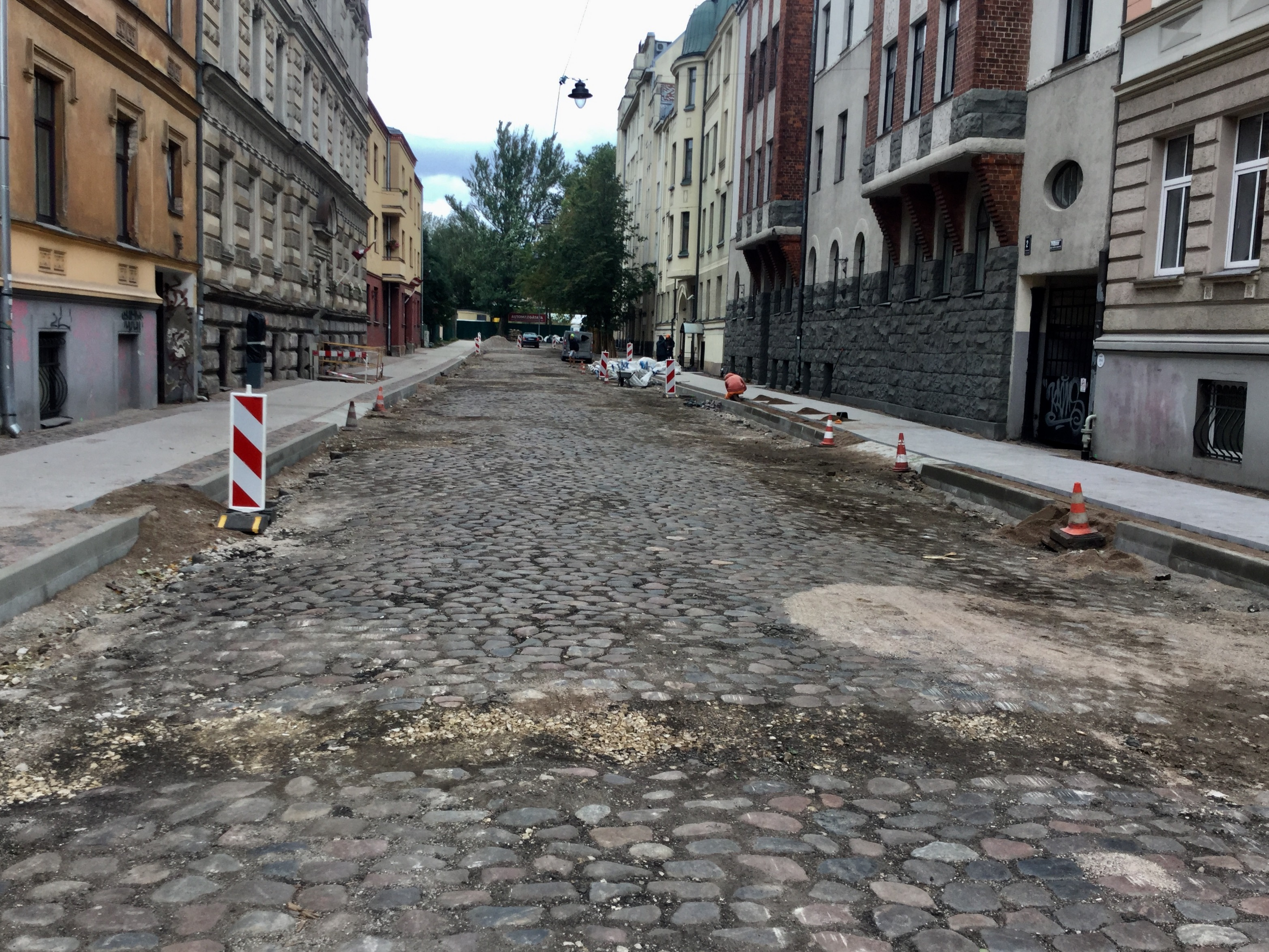
Ремонт дорожного покрытия, 2017 г.